# Silicaat

los molecuul

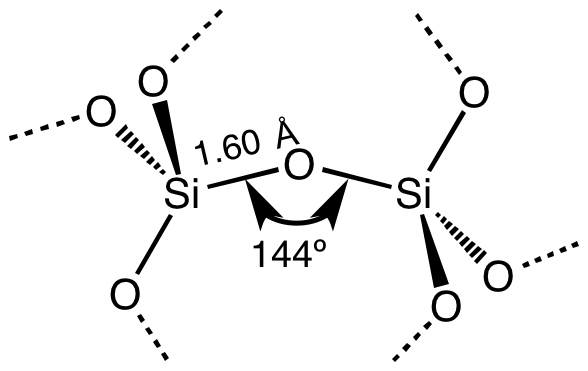
rooster van SiO_{2}

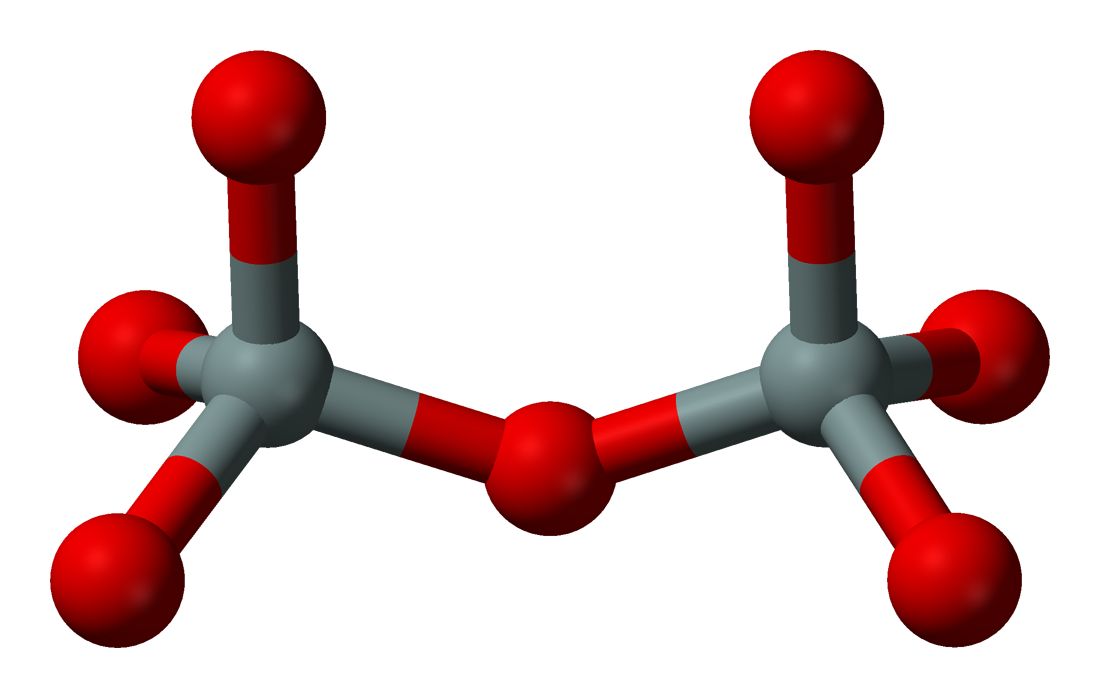
Si_{2}O_{7}^{6-}
silicium
zuurstof

Silicaten zijn zouten of esters van kiezelzuur H4SiO4. De ionen SiO44− in de zouten hebben een tetraëdrische moleculaire geometrie, of een afgeleide daarvan, met een of meer waterstofatomen. Silicaten worden als grondstof gebruikt bij de bereiding van glas. Het silicaat van calcium en natriumsilicaat worden waterglas genoemd en vinden toepassingen in de techniek. 
De esters zijn verbindingen met als algemene formule Si(OR)4. Hierin is R een functionele groep.

## Mineralogie
Silicaten vormen een belangrijke groep mineralen, die alle uit regelmatige viervlakken SiO4 zijn opgebouwd. Ze vormen bijna 95% van de aardkorst en bestaan in tal van variëteiten:
- ferromagnetische silicaten, zoals de chlorietgroep, serpentijnen, amfibolen, pyroxenen, olivijnen en granaten,
- aluminosilicaten, waarbij aluminium door silicium kan worden vervangen: veldspaten, zeolieten en mica's en
- aluminiumsilicaten: toermalijnen en granaten.

## Indeling
De silicaten worden verder ingedeeld op basis van de polymerisatiegraad van het silicaat-ion in de volgende groepen:
- nesosilicaten – enkelvoudige viervlakken – [SiO4]4−, bijvoorbeeld olivijn
- sorosilicaten – dubbele viervlakken – [Si2O7]6−, bijvoorbeeld epidoot
- cyclosilicaten – ringen – [SinO3n]2n−, bijvoorbeeld de toermalijngroep
- inosilicaten met enkele ketens – [SinO3n]2n−, bijvoorbeeld de pyroxeengroep
- inosilicaten met dubbele keten – [Si4nO11n]6n−, bijvoorbeeld de amfiboolgroep
- fylosilicaten – bladen – [Si2nO5n]2n−, bijvoorbeeld de mica's en de kleimineralen
- tectosilicaten – driedimensionaal raamwerk – [AlxSiyO2(x+y)]x−, bijvoorbeeld kwarts, veldspaten en zeolieten.